# Плосконосая пятишестиугольная мозаика
| Плосконосая пятишестиугольная мозаика | Плосконосая пятишестиугольная мозаика                           |
| ------------------------------------- | --------------------------------------------------------------- |
|                                       |                                                                 |
| Тип                                   | Однородная гиперболическая мозаика                              |
| Конфигурация вершины                  | 3.3.4.3.6                                                       |
| Символ Шлефли                         | sr{6,5} или {\displaystyle s{\begin{Bmatrix}6\\5\end{Bmatrix}}} |
| Символ Витхоффа                       | \| 6 5 2                                                        |
| Симметрии                             | [6,5]+, (652)                                                   |
| Диаграммы Коксетера — Дынкина         | node_h · 6 · node_h · 5 · node_h                                |
| Двойственные соты                     | Цветочная пятиугольная мозаика порядка 6-5                      |
| Свойства                              | изогональная, хиральная                                         |

Плосконосая пятишестиугольная мозаика — это однородная мозаика на гиперболической плоскости.
Её символ Шлефли sr{6,5}.

## Изображения
Рисунок в виде хиральной пары, рёбра между чёрными треугольниками не нарисованы:

## Связанные многогранники и мозаики
| Однородные шестиугольные/пятиугольные мозаики | Однородные шестиугольные/пятиугольные мозаики | Однородные шестиугольные/пятиугольные мозаики | Однородные шестиугольные/пятиугольные мозаики | Однородные шестиугольные/пятиугольные мозаики | Однородные шестиугольные/пятиугольные мозаики | Однородные шестиугольные/пятиугольные мозаики | Однородные шестиугольные/пятиугольные мозаики | Однородные шестиугольные/пятиугольные мозаики | Однородные шестиугольные/пятиугольные мозаики | Однородные шестиугольные/пятиугольные мозаики | Однородные шестиугольные/пятиугольные мозаики |
| Симметрия: [6,5], (*652)                      | Симметрия: [6,5], (*652)                      | Симметрия: [6,5], (*652)                      | Симметрия: [6,5], (*652)                      | Симметрия: [6,5], (*652)                      | Симметрия: [6,5], (*652)                      | Симметрия: [6,5], (*652)                      | [6,5]+, (652)                                 | [6,5+], (5*3)                                 | [1+,6,5], (*553)                              |                                               |                                               |
| --------------------------------------------- | --------------------------------------------- | --------------------------------------------- | --------------------------------------------- | --------------------------------------------- | --------------------------------------------- | --------------------------------------------- | --------------------------------------------- | --------------------------------------------- | --------------------------------------------- | --------------------------------------------- | --------------------------------------------- |
| node_1 · 6 · node · 5 · node                  | node_1 · 6 · node_1 · 5 · node                | node · 6 · node_1 · 5 · node                  | node · 6 · node_1 · 5 · node_1                | node · 6 · node · 5 · node_1                  | node_1 · 6 · node · 5 · node_1                | node_1 · 6 · node_1 · 5 · node_1              | node_h · 6 · node_h · 5 · node_h              | node · 6 · node_h · 5 · node_h                | node_h · 6 · node · 5 · node                  |                                               |                                               |
|                                               |                                               |                                               |                                               |                                               |                                               |                                               |                                               |                                               |                                               |                                               |                                               |
| {6,5}                                         | t{6,5}                                        | r{6,5}                                        | 2t{6,5}=t{5,6}                                | 2r{6,5}={5,6}                                 | rr{6,5}                                       | tr{6,5}                                       | sr{6,5}                                       | s{5,6}                                        | h{6,5}                                        |                                               |                                               |
| Однородные двойственные                       |                                               |                                               |                                               |                                               |                                               |                                               |                                               |                                               |                                               |                                               |                                               |
| node_f1 · 6 · node · 5 · node                 | node_f1 · 6 · node_f1 · 5 · node              | node · 6 · node_f1 · 5 · node                 | node · 6 · node_f1 · 5 · node_f1              | node · 6 · node · 5 · node_f1                 | node_f1 · 6 · node · 5 · node_f1              | node_f1 · 6 · node_f1 · 5 · node_f1           | node_fh · 6 · node_fh · 5 · node_fh           | node · 6 · node_fh · 5 · node_fh              | node_fh · 6 · node · 5 · node                 |                                               |                                               |
|                                               |                                               |                                               |                                               |                                               |                                               |                                               |                                               |                                               |                                               |                                               |                                               |
| V65                                           | V5.12.12                                      | V5.6.5.6                                      | V6.10.10                                      | V56                                           | V4.5.4.6                                      | V4.10.12                                      | V3.3.5.3.6                                    | V3.3.3.5.3.5                                  | V(3.5)5                                       |                                               |                                               |

## Смотрите также
- Квадратная мзаика
- Мозаики из выпуклых правильных многоугольников на евклидовой плоскости
- Список однородных мозаик на евклидовой плоскости
- Список правильных многомерных многогранников и соединений